# (5603) Rausudake
(5603) Rausudake (1992 CE) – planetoida z pasa głównego asteroid okrążająca Słońce w ciągu 7,91 lat w średniej odległości 3,97 j.a. Odkryta 5 lutego 1992 roku.